# Slavoia
Slavoia – rodzaj jaszczurek żyjących w późnej kredzie na terenach dzisiejszej Mongolii i Kazachstanu.

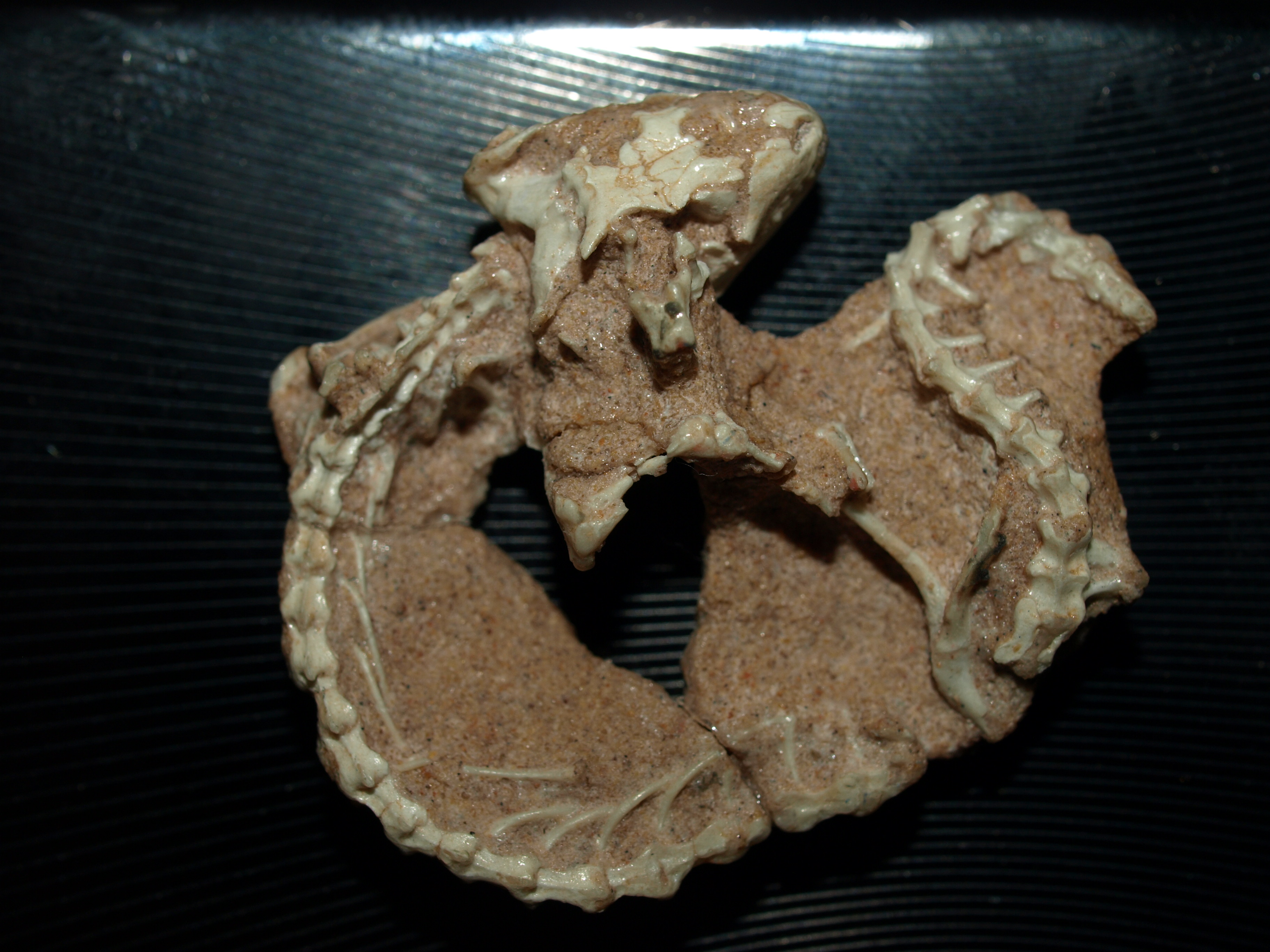
Okaz holotypowy ZPAL MgR-I/8

Rodzaj i gatunek typowy, Slavoia darevskii, zostały opisane w 1984 roku przez Andrzeja Sulimskiego na podstawie kilkudziesięciu okazów, głównie czaszek i paru niekompletnych szkieletów. Skamieniałości gatunku znane są z formacji Barun Gojot (stanowiska Chulsan, Chermin Caw I i II, niższe warstwy Nemegt), Dżadochta (tylko stanowisko w Uchaa Tołgod) w Mongolii i z formacji Bostobe (stanowisko Szach-Szach) w Kazachstanie. Wszystkie te stanowiska datowane są na kampan, choć Szach-Szach może być nieco starsze od pozostałych i pochodzić już z santonu.
Slavoia charakteryzuje się silnie zwartą budową czaszki. Oczodoły są niewielkie. Otwór ciemieniowy jest niewielki lub nie ma go wcale. Zęby są pleurodontyczne i mają kołkowaty kształt. Na kości przedszczękowej jest ich 5, szczękowej 7–8, a na żuchwie do 10. Kość łzowa jest silnie zredukowana i niewielka. Kości podniebienne się zawijają i są połączone szwem z lemieszami. Kręgosłup składa się z 26 kręgów przedkrzyżowych, 2 krzyżowych i nieznanej liczby ogonowych. Kręgi są proceliczne.
Budowa czaszki sugeruje podziemny tryb życia i kopanie nor za pomocą głowy. Jaszczurka ta prawdopodobnie odżywiała się bezkręgowcami glebowymi.
Pozycja filogenetyczna Slavoia jest niepewna. Sulimski umieścił ją w grupie jaszczurek scynkokształtnych. Późniejsi autorzy wiązali ten rodzaj z Lacertiformes lub ze scynkami. Alifanov (1993) umieścił ją w rodzinie Slavoiidae wraz z Eoxanta. Rodzina ta miałaby być spokrewniona ze scynkami, ale Gao i Norell (2000) podważają tę opinię. Ich zdaniem nie da się na razie zaklasyfikować Slavoia dokładniej niż do scynkokształtnych. Analizy Kearney (2003) sugerują bliższy związek tej jaszczurki z Adamisaurus i generalnie z Lacertidae i Teiidae niż ze Scincidae i Cordylidae. Badania Conrada (2008) umieszczają Slavoia bliżej scynków i amfisben niż Lacertidae i Teidae. Również Tałanda (2016) sugeruje bliskie pokrewieństwo Slavoia i amfisben. Jeśli ta koncepcja jest prawdziwa, Slavoia byłaby najstarszą znaną amfisbeną i jedyną znaną z mezozoiku. Podsumowując, pozycja filogenetyczna tego rodzaju pozostaje nadal kwestią otwartą, choć wiele danych wskazuje na przynależność do Lacertiformes.